# Groupe Flammarion
Flammarion SA és una editorial francesa, filial del grup Madrigall des de 2012. Reuneix diverses editorials, encara que la més important és la que ha donat nom al grup, Flammarion, fundada el 1875 al Teatre de l'Odéon de París. El Grup és una editorial generalista que publica obres en camps com la literatura, les ciències humanes, els llibres il·lustrats i llibres per a la joventut. Des de la seva creació el 1875, Flammarion ha vetllat sempre per perseguir l'ambició del seu fundador, Ernest Flammarion: « Proposar el millor contingut al major nombre de persones». Les filials històriques de Flammarion en els sectors de la difusió, de la distribució i de la llibreria contribueixen avui a l'activitat global del grup Madrigall, implantat a França, a Bèlgica, a Suïssa i al Canadà.

## Principals societats del grup
- Éditions Flammarion : 
  - Aubier
  - Autrement
  - Arthaud
  - Champs
  - Climats
  - Étonnants classiques
  - Flammarion
  - Garnier-Flammarion
  - J'ai dl.
  - La Maison rustique
  - Librio
  - Père Castor
  - Pygmalion
  - Diffusé parell Flammarion diffusion et distribué par Union Distribution

## Resultats financers
Flammarion SA, principal entitat del grup, creada el 1981 i dirigida per Mathieu Cosson, va anunciar el 2017 la seva xifra de negoci en 266 380 000 000 d'euros, sent els seus beneficis de 4 364 milions i el seu efectiu de 300 persones